# 아태양

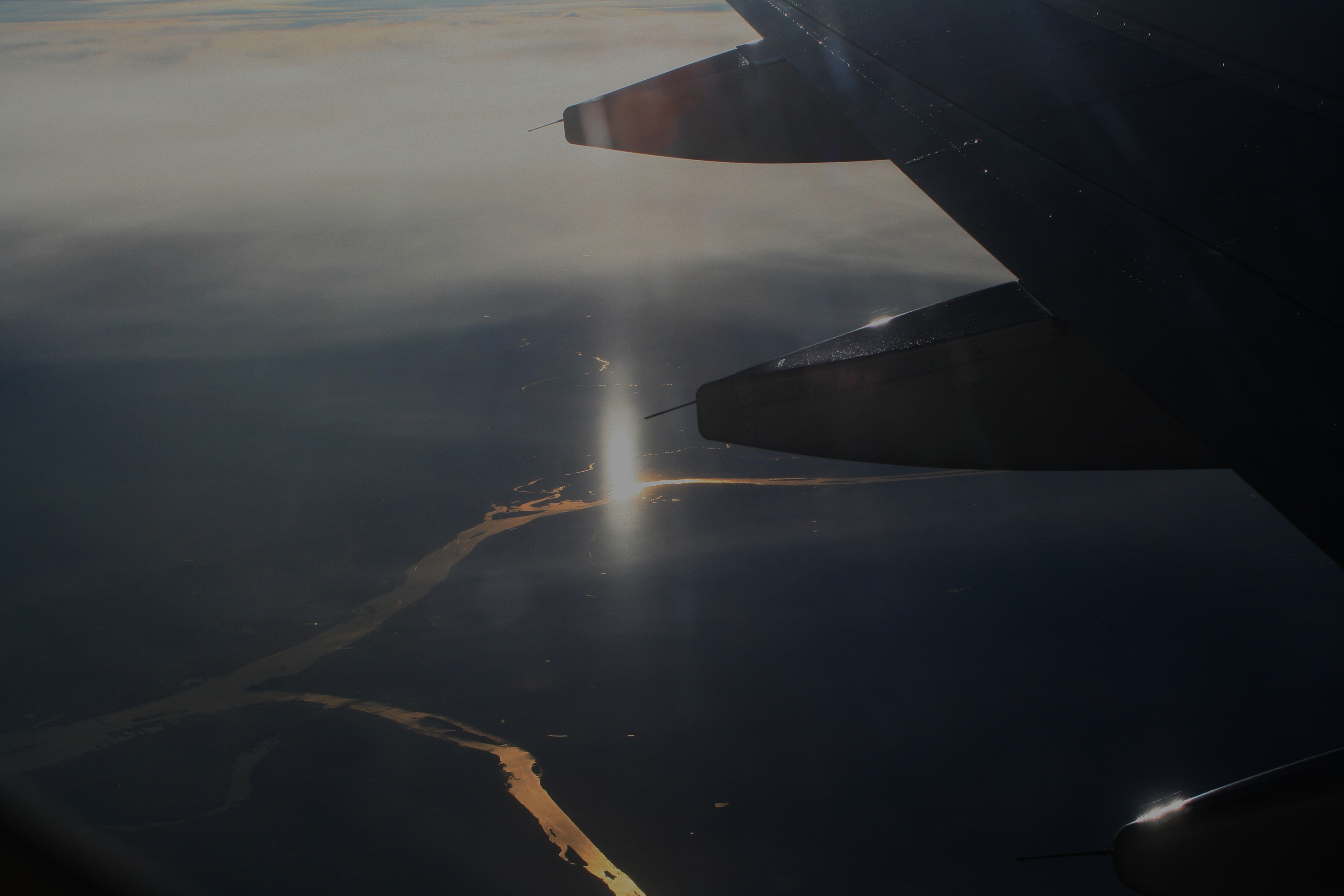
비행기에서 본 아태양

아태양 또는 서브선(subsun)은 구름이나 안개 속에서 위에서 관찰할 때 빛나는 점으로 나타나는 광학 현상이다. 아태양은 실제 태양 바로 아래에 나타나며, 대기 중에 부유하는 수많은 작은 얼음 결정에 햇빛이 반사되어 발생한다. 따라서 이 효과는 무리의 일종이다. "태양 촛불"이라고도 불린다.

## 형성
아태양 현상은 육각형의 얼음 결정 영역이 큰 거울 역할을 하여 지평선 아래에 태양의 가상 이미지를 생성할 때 나타난다. 얼음은 공기 중으로 떨어지면서 판 모양의 결정을 형성하는데 이 결정들은 수평으로, 즉 육각형 표면이 지구 표면과 평행하게 정렬된다. 난류에 의해 방해를 받으면 판들이 "흔들리면서" 표면이 이상적인 수평 방향에서 몇 도 벗어나게 되고, 그 결과 반사광(즉, 아태양)이 수직으로 길어진다.

## 변형
아태양이 수직으로 충분히 길어지면 아래쪽 태양 기둥으로 알려진 수직 기둥이 될 수 있다. 태양 기둥은 빛기둥의 한 형태이다.

## 예시 (이미지)

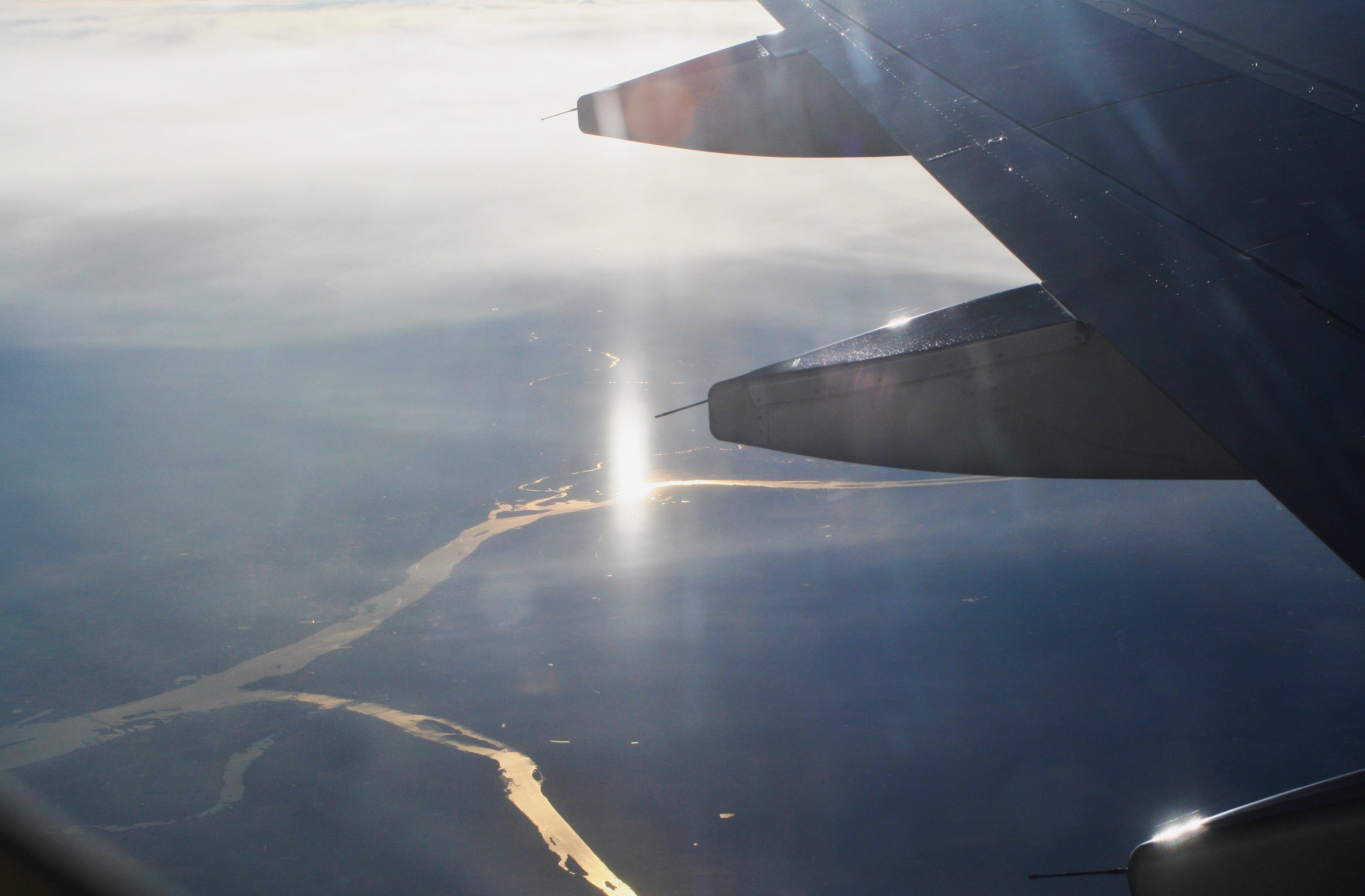
비행기에서 본 수직으로 길게 늘어진 아태양
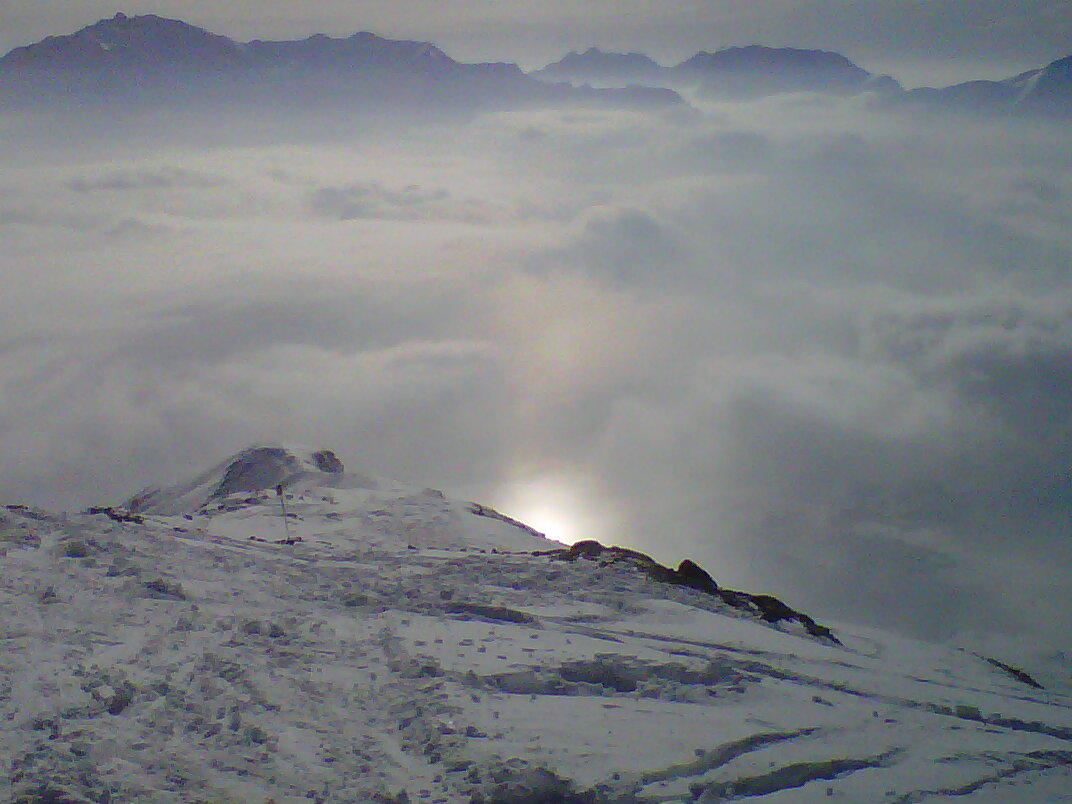
둥근 아태양, 점진적인 산봉우리에 부분적으로 가려져 있다
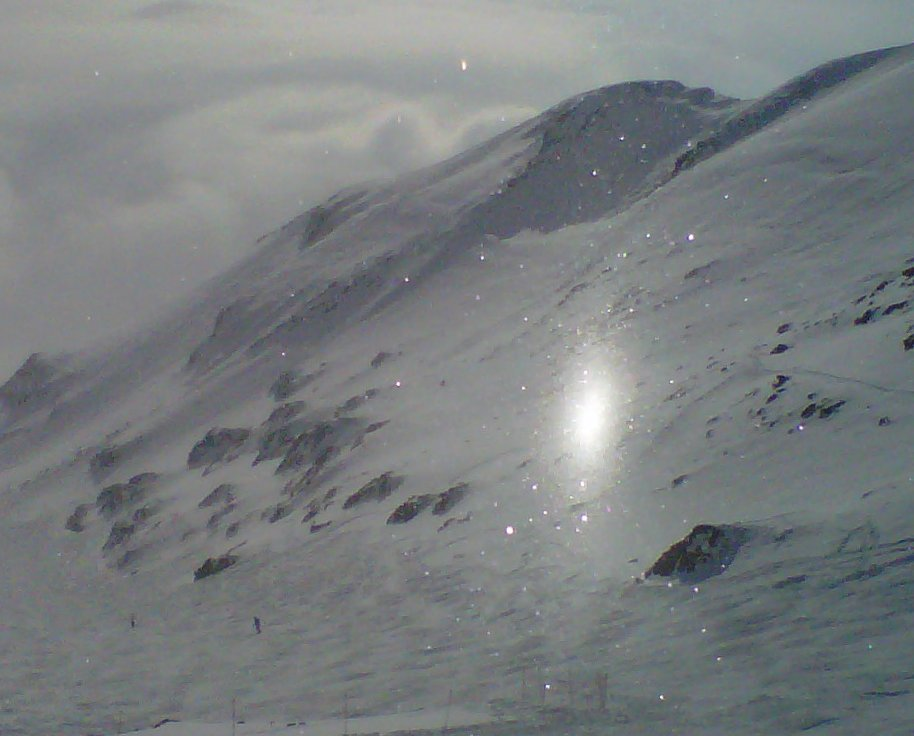
눈 덮인 완만한 절벽 앞에 더 수직으로 길어진 아태양
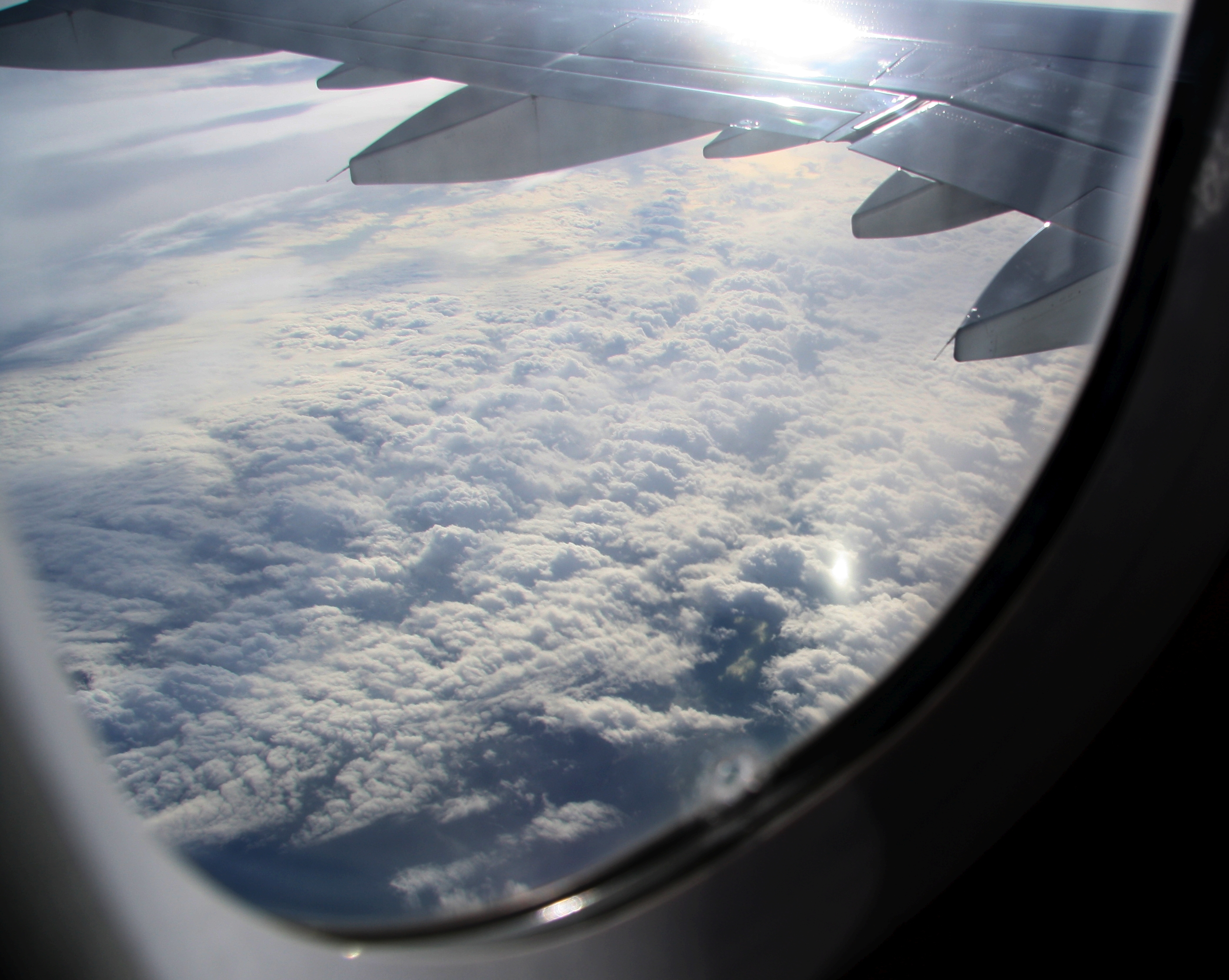
오른쪽 아래에 보이는 것은 작고 통통한 타원형의 아태양이다.

## 같이 보기
- 코로나 플래시
- 환일
- 무리
- 빛기둥